# اچ‌ام‌اس ادونچر (۱۹۰۴)
اچ‌ام‌اس ادونچر (۱۹۰۴) (به انگلیسی: HMS Adventure (1904)) یک کشتی بود که طول آن ۳۹۵ فوت (۱۲۰ متر) بود. این کشتی در سال ۱۹۰۴ ساخته شد.